# 血管阻塞
血管阻塞又稱血管堵塞、血管閉塞，是指血管內的血液無法正常流動以及阻塞。如果血管內出現血塊則稱為血栓。血管阻塞的範圍大於血栓，所以血栓只是血管阻塞的一種形式，兩者並不等同。通常醫生一般通過使用多普勒超声来诊断病人是否出現血管阻塞。  